# لا غرانخا
لا غرانخا هي بلدية تقع في الجهه الجنوبية من سانتياغو عاصمة تشيلي، وتتبع إداريًا إلى إقليم سانتياغو متروبوليتان تُعد واحدة من البلديات الحضرية ذات الكثافة السكانية العالية، وتعد من المناطق الشعبية في المدينة، وتشكل جزءًا من منطقة سانتياغو الكبرى.

## نبذه
تأسست البلدية في أواخر القرن التاسع عشر، واسمها يعني بالإسبانية "المزرعة"، نظرًا لأصولها الزراعية قبل أن تتحول إلى منطقة حضرية مع توسع سانتياغو.
يحدها من الشمال سان خواكين، ومن الشرق لا فلوريدا، من الجنوب لا بينتانا، من الغرب سان رامون .
تعتمد لا غرانخا اقتصاديًا على الأنشطة المحلية، والخدمات، والتجارة الصغيرة.